# Große Synagoge (Vukovar)

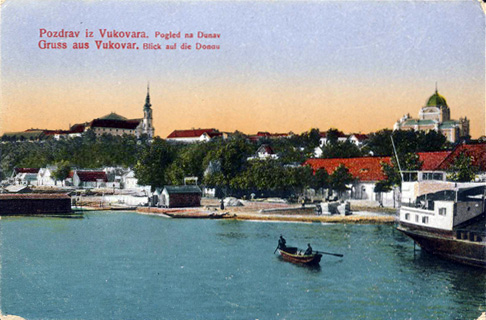
Synagoge (am rechten Rand) vor 1917

Die Große Synagoge in der kroatischen Stadt Vukovar wurde Ende des 19. Jahrhunderts gebaut, im Zweiten Weltkrieg verwüstet und 1958 abgerissen.

## Geschichte
Eine jüdische Gemeinde bestand in Vukovar seit 1837. Sie baute 1845 eine erste Synagoge, die aber bald zu klein wurde. Deshalb begann 1889 der Bau einer neuen, größeren Synagoge. Diese befand sich nicht weit entfernt in derselben Straße (Ljudevita Gaja). Das vorherige Synagogengebäude wurde 1894/1895 an die ungarische kalvinistische Kirche verkauft, die 1910 das Gebäude um einen Kirchturm erweiterte.
Das Synagogengebäude wurde 1941 zur Zeit des unabhängigen kroatischen Staates verwüstet. Fast alle Mitglieder der jüdischen Gemeinde wurden im Holocaust ermordet, darunter Rabbiner Israel Scher bzw. Izidor Šer (* 1901) und seine Gattin Klara (* 1906), die im Juli 1941 im KZ Jasenovac umgebracht wurden. Nach dem Krieg wurde die Synagoge 1958 vom Bund der jüdischen Gemeinden in Belgrad als Baumaterial verkauft und daraufhin abgerissen.

## Architektur
Der Bau wurde von dem Wiener Architekten Ludwig Schöne geplant. Die Ausrichtung war nicht, wie bei fast allen Synagogen üblich, streng nach Osten orientiert, sondern nach Südosten. Das war der Hanglage mit gutem Ausblick auf die Donau geschuldet.
Der Stil war ein Eklektizismus mehrerer Elemente: die Geschlossenheit des Baukörpers weist auf den Klassizismus hin, Außenwände lehnten sich an die Romanik an und der Haupteingang hatte Elemente des maurischen Stils.
Nach oben abgeschlossen wurde die Synagoge durch eine monumentale Kuppel mit einem Davidstern auf einem Speer.
Der Innenraum gliederte sich in drei Teile: vorn der Haupteingang mit einem Vestibül sowie zwei getrennten Seiteneingängen, die zu den Treppenhäusern mit Aufgang zur Frauenempore führten, in der Mitte der Männergebetsraum mit Sitzbänken und im Südosten Bima und Thoraschrein in einer Apsis. Diese Anordnung, bei der die Bima nicht in der Raummitte steht, ist für Synagogen des Reformjudentums typisch.
Interessant ist dabei, dass jeder der drei Bereiche um zwei Stufen höhergelegen war als der vorherige, was sich einerseits durch die Neigung des Geländes
ergab, aber wohl beabsichtigt war, um die Trennung des Innenraums zu betonen. Die Synagoge ragte mit den Außenmaßen von 25 × 17 m und einer Höhe von circa 28 m über
die Stadt und bot Platz für ca. 450 Personen Platz.